# Grande Prémio de Teatro Português
O Grande Prémio de Teatro Português é um prémio atribuído conjuntamente pelo Novo Grupo do Teatro Aberto e Sociedade Portuguesa de Autores.
Este prémio destina-se a promover os autores Portugueses que escrevem peças de teatro.
A peça premiada e o respectivo autor, são anunciados no "Dia do Autor Português", ou seja, a 22 de Maio.

## Prémios atribuídos
- 1997 - Às Vezes Neva em Abril de João Santos Lopes
- 1999 - A Última Batalha de Fernando Augusto[1]
- 2000 - Encontro com Rita Hayworth de Pedro Pinheiro[2]
- 2001 - Rastos de António Ferreira
- 2004 - Homem Branco, Homem Negro de Jaime Rocha[3]
- 2006 - (não atribuído)
- 2009 – A casa dos anjos de Luís Mário Lopes
- 2010 – O álbum de família de Rui Herbon
- 2011 – Londres de Cláudia Clemente